# Live White
Live White to zapis występu zespołu Sunn O))) w nowojorskim klubie Northsix.

## Lista utworów

### Dysk pierwszy
1. B-Alien Skeleton - 14:06
2. Space Bacon Tractor - 10:04
3. Intone - 2:54
4. Hell-O)))-Ween - 9:13
5. B-Witch - 8:21
6. NN))) - 7:53
7. Death Becomes You - 3:27
8. Caveman Salad - 2:50
9. Grease Fire - 3:15
10. Bathory, a Tribute to... - 5:22

### Dysk drugi
1. Funeraldrone - 5:39
2. Funeralmarch (to the Grave) - 11:39

## Twórcy
- Stephen O'Malley
- Greg Anderson
- Rex Ritter